# Club de Deportes Naval de Talcahuano
Artikeln handlar om klubbe Club de Deportes Naval de Talcahuano, tidigare kallade Club de Deportes Los Náuticos, och skall ej förväxlas med den år 1991 nedlagda klubben Deportes Naval de Talcahuano.
Club de Deportes Naval de Talcahuano, eller oftast enbart Naval, är en chilensk fotbollsklubb från Talcahuano. Klubben bildades den 24 augusti 1972 som spelar på arenan Estadio El Morro som tar 3 000 åskådare vid fullsatt. Klubben hette från början Club de Deportes Los Náuticos men 1993 började klubben spela i Tercera División och bytte då namn till Club Deportes de Talcahuano. 2004 bytte klubben namn igen, denna gång tog man namnet från klubben Deportes Naval de Talcahuano, som gick i konkurs 1991. Sedan dess heter klubben Club de Deportes Naval de Talcahuano. Klubben har vunnit Tercera División (dåvarande tredje högsta serien) vid två tillfällen, 1999 och 2008.